# Brynolf Wennerberg den yngre
Gunnar Brynolf Wennerberg, född den 12 augusti 1866 på Djurgården vid Ullersund i Otterstads socken på Kålland, död den 13 mars 1950 i Bad Aibling, var en svensk-tysk målare, tecknare och bruksgrafiker. Som medarbetare i den tyska satiriska tidskriften Simplicissimus och de amerikanska magasinen Pictorial Review och Puck blev han internationellt känd.

## Biografi
Brynolf Wennerberg växte upp i en lantlig miljö på familjens gods utanför Lidköping. Familjen umgicks i adliga kretsar. Hans far, stuteriägaren Brynolf Wennerberg den äldre (1823–1909), var en målare som tillhörde Düsseldorfskolan och öppnade sitt hem för andra konstnärer. Brynolf Wennerberg den äldre var bror till skalden Gunnar Wennerberg.
År 1885 började Brynolf Wennerberg på Tekniska skolan i Stockholm och ett år senare på Kunstnernes Frie Studieskoler i Köpenhamn/Danmark för att studera för Peder Severin Krøyer (1851 - 1909). 1888 lämnade Brynolf Wennerberg Köpenhamn och sökte sin lycka som tecknare i Leipzig/Tyskland. Staden var sedan 1825 ett centrum inom bokhandeln och därmed viktig för förlag inom bok- och nottrycket. Redan från 1896 finns det dokumenterade notomslag av Brynolf Wennerberg. Dessa befinner sig numera framför allt i Museum für Kunst und Gewerbe Hamburg. 
I Leipzig lärde Wennerberg känna Helene Pauline (f. Hermann, * 5 mars 1872 i Herzberg/Elster), som han gifte sig med 1889. Där föddes även hans döttrar Astrid (* 1891) och Ellen (* 1893).
I början av år 1900 flyttade familjen till trakten av München. Från 1901 till 1905 bodde de i villaförorten Emmering utanför Fürstenfeldbruck, där den tredje dottern Charlotte (* 1902) föddes. 1905 flyttade familjen in till centrala München, där Wennerberg skaffade en egen ateljé.

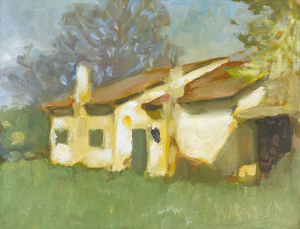
Brynolf Wennerbergs ateljé i Bad Aibling, olja på kartong, 28,5x36,5 cm i privat ägo

Den 2 januari 1911 dog mellandottern Ellen vid sexton års ålder i tuberkulos. Helene Wennerberg hämtade sig aldrig från det slaget. Äktenskapet upplöstes och den 6 mars 1912 var även hon död.
Den 3 januari 1912 tilldelades Wennerberg och hans båda döttrar bayerskt medborgarskap. Samma år beslutade sig Brynolf Wennerberg för att lämna München. Han reste tillsammans med sin yngsta dotter Charlotte, änkan Anny von Reznicek, som han gifte sig med i England och hennes fosterdotter Else Lang (1902 - 1988) till Isle of Wight den 22 april 1912. Hans äldsta dotter Astrid följde snart efter. Från den 9 oktober 1912 bodde familjen i Paris.
Som så många andra konstnärer överraskades Brynolf Wennerberg av första världskrigets utbrott medan han var utomlands. Familjen tillbringade semestern i Schweiz och kunde som tyska/bayerska medborgare inte återvända till Frankrike. Alla deras ägodelar, inklusive Wennerbergs skriftliga och konstnärliga verk, gick därmed förlorade i Paris.
Från 1915 bodde Brynolf Wennerberg med sin familj i Bad Aibling, söder om München. Han hyrde en ateljé som tidigare tillhört Wilhelm Leibl. Först nu ägnade han sig måleriet på allvar. Brynolf Wennerberg dog 1950 i Bad Aibling. 
Konstnärens skriftliga arv finns i Deutsches Kunstarchiv (DKA) i Germanisches Nationalmuseum, Nürnberg.

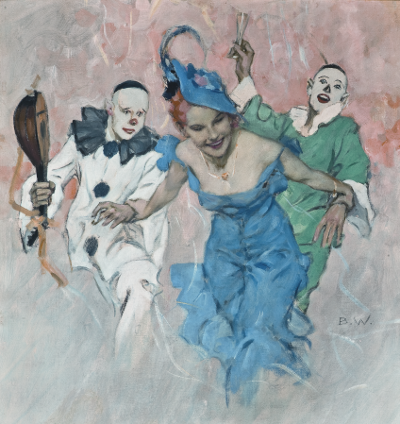
Colombina med två Pierrots, Tempera på linduk, 53,0x50,0, i privat ägo

## Konstnärskap

### Målaren Brynolf Wennerberg
Wennerberg var ingen landskapsmålare, även om han skapade landskapsbilder i sin nya bayerska hembygd. Hans tema var människan, särskilt den ungdomliga, slanka kvinnan med ett återhållsamt leende, det s.k. “Wennerberg-leendet“.
Till Wennerbergs mest attraktiva målningar räknas idag karnevals- och cirkusbilderna, i vilka en dansös i Colombinas gestalt och hennes kavaljer Pierrot uppträder i olika förklädnader. Det är moderna nyskapelser av ett gammalt konstnärligt tema, som vid början av 1900-talet utmärker Wennerberg inom måleriet och grafiken.

### Tidningsillustrationer

#### Meggendorfer Blätter
Wennerbergs konstnärliga karriär började 1892 med illustrationer för den i Tyskland välkända tidskriften “Meggendorfer Blätter“, ett konstnärligt och humoristiskt magasin. Många unga konststudenter drog nytta av liknande nya tidskrifter, eftersom de var eftersökta som illustratorer. Wennerberg försörjde sig främst på det sättet 1892 - 1900. Troligen slutade han arbeta för magasinet 1901. Sammanlagt finns det 67 dokumenterade teckningar från tiden på “Meggendorfer Blätter“. 

#### Simplicissimus

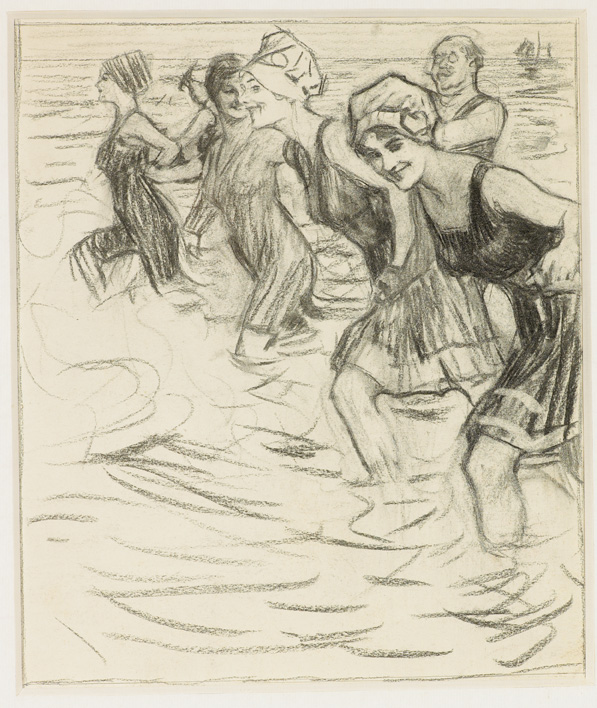
Förarbete till strandnummer, omslaget till Simplicissimus, 1913, kol på papper, i privat ägo

1909 började Wennerberg arbeta som tecknare för “Simplicissimus“ i München. För Brynolf Wennerberg var det ett stort steg i karriären. Hans första illustration i “Simplicissimus“ publicerades den 15 november 1909; hans sista den 18 mars 1919. Wennerbergs första omslag, vilket hade temat karneval, publicerades den 31 december 1912. Sammanlagt illustrerade han fem titelsidor. Dessa försättsblad såldes senare tillsammans med andra särskilt omtyckta illustrationer var för sig eller i stort format i konstmappar, eller sammanställdes t o m i böcker. Ännu mera framgångsrika var hans postkort med motiv ur magasinet. Sammanlagt trycktes 103 bilder av Wennerberg i denna tidskrift.  Efter att han slutat där, gjorde “Simplicissimus“ reklam för hans omtyckta illustrationer fram till 1925. De såldes även hos det renommerade Galerie Heinemann på kommission. 

#### Lustige Blätter
Tidskriften “Lustige Blätter“ var en känd skämttidning, som innehöll både politiska och opolitiska texter och bilder. En av illustratörerna var den omtyckte Heinrich Zille (1858 - 1929). 1916 under första världskriget började Brynolf Wennerberg arbeta för tidskriften, men inte som karikatyrist, utan för att han tecknade människor på ett mångsidigt och aktuellt sätt. Även här gjorde han succé bland läsarna, tack vare sina eleganta, uppfriskande och lätt ironiska bilder. Bevisligen gjorde han över 100 illustrationer för “Lustige Blätter“ .

#### Pictorial Review
Redan i augusti 1910 stod Brynolf Wennerberg för titelsidan av den amerikanska modejournalen “Pictorial Review“: ett förnöjt flickansikte vänder sig mot åskådaren och uppmanar denne att tillbringa semestern på stranden vid kusten i solskenet.  Fem år senare, 1915, möts återigen journalens potentiella köpare av en skälmiskt leende flicka i baddräkt med röd huvudbonad på omslaget. Wennerbergs bilder motsvarade här tidens borgerliga och allmänna smak.

#### Puck
Mer på djupet var Wennerbergs arbete för den amerikanska tidskriften “Puck“ under krigsåren 1914 och 1915, vilken räknas som det mest framgångsrika satirmagasinet i USA under 1800- och 1900-talet. Här var Wennerbergs omslag anspråksfulla, vitsiga och originella. Det första publicerades med underskriften “Lady Fingers“ i juni 1914. Kontakten till magasinet bröts 1915 p.g.a. krigshändelserna i Europa. Arbetet för “Lustige Blätter“, liksom uppdragen för “Die Woche“, en annan illustrerad veckotidning, kan ses som en motvikt till teckningarna i “Puck“.

### Reklam

#### Affischer

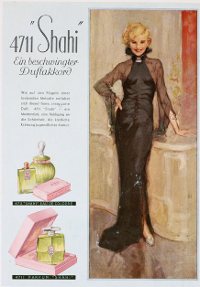
4711 Shahi, 1936, tryck

Brynolf Wennerbergs första affischer är från 1898. Det är reklamaffischer för teatrar,  t.ex. för “Ibsen-Theater“  och varietén i Leipzig, men även för Tivolitheater i Bremen.
Det följde flera affischbeställningar. Ett av de vackraste plakaten, “Segraren“, designade Wennerberg för Opel, som 1898 var känt för sin cykelproduktion.
1918 åstadkom konstnären ett särskilt attraktivt plakat för den schweiziska modefirman PKZ. Elegant, lätt och graciös går damen över en brygga, som här blir till catwalk. Den stilige herren med hatt och ridpiska erbjuder sitt beskydd, men det är tveksamt om damen accepterar det. Hennes förtrollande leende uppvisar en viss ambivalens. Kanske antyds i det här leendet den förändring av kvinnobilden, som fullbordas 1926. I affischen för “Casanova Zigarretten“ står och sitter fyra flickor i kroppsnära baddräkter på stranden. Nonchalant håller var och en av dem en cigarett i handen. På den övre delen av bilden kan man läsa ordet “vi“. Den moderna kvinnan inom reklamen var född. 

#### Bruksgrafik

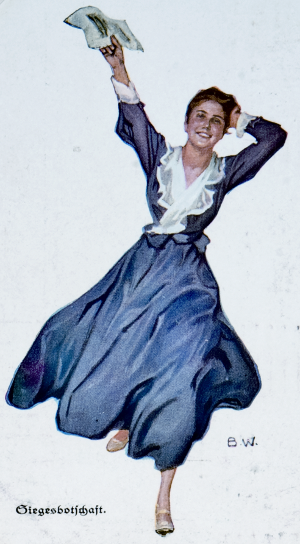
Segerbudskap, postkort, 1915, litografi

Under 20-talet erövrade “wennerbergtypen“ hela reklammarknaden. Särskilt 1925 till 1935/36 var Wennerberg i ropet när det gällde stora företag. Konstnären åtog sig uppdrag för beklädnad, kosmetik, livsmedel, vvs, teknik, underkläder, tvättmedel och cigaretter; t o m brandsläckaren “Minimax“ gjorde han framgångsrikt reklam för. Wennerbergs konstnärliga begåvning på reklamområdet slog igenom i tidningsannonser, reklambroschyrer, informationsblad, reklammärken och naturligtvis även på stora plakat. Samtidigt drog han annonsörer till tidskrifter som “Die lustigen Blätter“ och “Simplicissimus“. Dessutom finns det reproduktioner av hans verk i färg i facklitteraturen, som magasinet “Reklame“. Till hans stora uppdragsgivare hörde firmorna Junkers & Co., 4711 Kölnisch Wasser/Eau de Cologne och Klepper .

#### Konstpostkort
Det stora antalet reklampostkort kompletterar detta spektrum. Firmor som Lux (tvålflingor), Kaiser's (bröstkarameller), symaskinen “Mundlos“, köksspisen “Senking“, Feist-Cabinett (vin/sekt), Persil (tvättmedel) och Sagrotan (rengöring) gjorde alla reklam med postkort av Brynolf Wennerberg. 
När första världskriget bröt ut blev krigspostkorten aktuella. Det var dessa som gjorde konstnären enormt framgångsrik och välkänd. Brynolf Wennerbergs krigspostkort är fortfarande internationellt omtyckta samlingsobjekt. 

## Illustrationer i publikationer (urval)
Almanach der „Lustigen Blätter“ für 1918-1920. Berlin 1918-1920.
Oskar Blumenthal: Lebensschwänke. Berlin 1917.
Hans Brennert: Frühlingsküsse. Jungleutgeschichten von Tanzen, Liebe, Nachtigallen und jungen Mädchen. Mit Bildern von Brynolf Wennerberg. Berlin 1919.
Hans Brennert: Der erdbeersüße Mund. Geschichten aus schöner Zeit. Buntes Titelbild von B. Wennerberg. Berlin 1920.
Liesbet Dill: Lonys Flug in die Welt. Mit 2 Buntbildern von Bruno Wennerberg. Leipzig 1918.
Adele Elkan: Hilde Gerstners Studienzeit. Mit vier farbigen Bildern von Brynolf Wennerberg. Leipzig 1921.
Else Hofmann: Vierblatt. Erzählung für junge Mädchen. Mit 5 Bildern von B. Wennerberg. 4. Auflage. Leipzig [1925].
Else Hofmann: Im Waldpensionat. Mit 5 Bildern von B. Wennerberg. 9. Auflage. [1921].
Henny Koch: Das Komteßchen. Umschlag- und Einbandzeichnung von B. Wennerberg. Berlin 1920.
Hans Köstling: Eva. Titelbild von B. Wennerberg. Berlin 1920.
Kriegsalbum der „Lustigen Blätter“. Berlin, 1.1914 – 8.1918.
Hans Land: Das Mädchen mit dem Goldhelm. Titelbild von B. Wennerberg. Berlin 1918.
Victor Laverrenz: Lustige Fahrten. Berlin 1917.
Artur Lokesch: Wir halten durch! Saftige Witze und blutige Kalauer aus unserer Kriegsküche. Berlin 1916.
Artur Lokesch: Der feldgraue Fratz, wie er liebt und lebt und lebt. Berlin 1916.
Meinhold Rau: Die Skitour. Mit Zeichnungen von B. Wennerberg. In: Simplicissimus. Bilderbogen. Jg. 16. H. 52. 1912.
Hans Joachim Frhr. v. Reitzenstein: Das himmlische Lächeln. Buntes Titelbild von B. Wennerberg. Berlin 1919.
Peter Schlemihl: Im Bade. Mit Zeichnungen von B. Wennerberg. In: „Simplicissimus. Badenummer“. Jg. 15. H. 26. 1911.
Tanzende Nymphen. Ein Tanzbilderbuch. Berlin 1919.
Ludwig Thoma: Lilly. Mit zwölf Zeichnungen von B. Wennerberg. In: „Simplicissimus. Karnevalsnummer“. Jg. 15. H. 52. 1911.
Ludwig Thoma: Familie Ramler. Mit zwölf Zeichnungen von B. Wennerberg. In: „Simplicissimus. Karnevalsnummer“. Jg. 16. H. 52. 1912.
Ludwig Thoma: Konstantin Seitz auf dem Bal paré. Mit Zeichnungen von B. Wennerberg. In: „Simplicissimus. Karnevalsnummer“. Jg. 17. H. 52. 1913.
Ludwig Thoma: Münchner Karneval. Mit achtundfünfzig Zeichnungen von F. von Reznicek und B. Wennerberg. München 1913.
Ludwig Thoma: Tango. Mit Zeichnungen von B. Wennerberg. In: „Simplicissimus. Karnevalsnummer“. Jg. 18. H. 53. 1914.
Ludwig Thoma: Der Tanz. München. Mit Zeichnungen von B. Wennerberg. In: „Simplicissimus. Karnevalsnummer“. Jg. 14. H. 53. 1910.
Heinz Tovote: Fräulein Griesebach. Berlin 1917.
Heinz Tovote: Nimm mich hin! Berlin 1918.
Heinz Tovote: Brautfahrt. Berlin 1923.
PÅ PERMISSION! Konstnärsalbum. Utgivet av Gustav Hochstetter. Med 20 Bilder ur „Lustige Blätter“ av B. Wennerberg, E. Heilemann, Lutz Ehrenberger, C.O. Petersen och W. Helwig. Berlin o. J.
Bruno Prochaska: Simplicissimus-Bilderbogen: Im Seebad (Verse v. Bruno Wolfgang). München 1911.
Bruno Prochaska: Simplicissimus-Bilderbogen: Das gefährliche Alter (Verse v. Bruno Wolfgang). Jg. 16. H. 52. München 1912.
Else Ury: Jugend voraus! Erzählung für Knaben und Mädchen. Mit schwarzen und farbigen Bildern von B. Wennerberg. Berlin 1933.
Walter Ziersch: G’schpusi. Berlin 1925.

## Utställningar under senare tid
Von der Leichtigkeit des Seins. Die Bilder des Brynolf Wennerberg (1866-1950). 14 november 2013 - 17 mars 2014, Stadtmuseum Fürstenfeldbruck.
Brynolf Wennerberg 1866-1950, Maler – Zeichner – Gebrauchsgraphiker. 10 maj - 22 juni 2014, Galerie im Alten Rathaus Prien.
Zuversicht. Brynolf Wennerberg Maler – Zeichner – Gebrauchsgraphiker. 23 april - 9 augusti 2015, Deutsches Bernsteinmuseum Ribnitz-Damgarten.